# Vernon Hartshorn

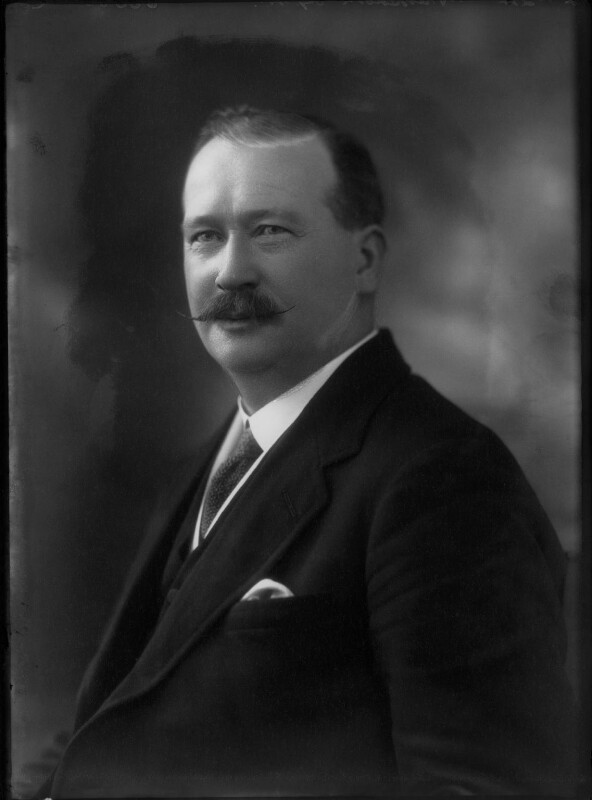

Vernon Hartshorn, född 1872, död 13 mars 1931, var en brittisk politiker.
Hartshorn var en av ledarna för gruvarbetarförbundet, invaldes 1918 i underhuset som representant för arbetarpartiet. Hartshorn tillhörde Ramsay MacDonalds regering 1924 som Postmaster-General och var lord privy seal i MacDonalds regering 1930-31.